# Cordylopteryx
Cordylopteryx este un gen de muște din familia Tephritidae.

Cladograma conform Catalogue of Life:
| Cordylopteryx | \| \| Cordylopteryx lesneae \| \| \| \| \| \| Cordylopteryx marshalli \| \| \| \| |
|               | \| \| Cordylopteryx lesneae \| \| \| \| \| \| Cordylopteryx marshalli \| \| \| \| |
|               | Cordylopteryx lesneae                                                             |
|               |                                                                                   |
|               | Cordylopteryx marshalli                                                           |
|               |                                                                                   |